# Lejeunea mitracalyx
Lejeunea mitracalyx là một loài Rêu trong họ Lejeuneaceae. Loài này được (Eifrig) Mizut. mô tả khoa học đầu tiên năm 1970.